# Johann Gottlieb Georgi
Johann Gottlieb Georgi (Wachholzhagen in Zweeds-Pommeren, 31 december 1729 - Sint-Petersburg, 8 november 1802) was een Duits botanicus, scheikundige en geograaf die werkte in het Keizerrijk Rusland.
Zijn officiële botanische auteursafkorting is Georgi.

## Biografie
Georgi werd geboren in het deel van  Pommeren dat toebehoorde aan het koninkrijk Zweden. Hij studeerde aan de universiteit van Uppsala onder meer bij Carl von Linné.  In 1769 ging hij naar Rusland waar hij deelnam aan twee expedities naar Siberië. Op de eerste, die vertrok in 1770 vergezelde hij Johann Peter Falck. In 1772 trok hij met professor Peter Simon Pallas opnieuw door Siberië. Zijn belangrijkste taak was het omvaren en in kaart brengen van het Baikalmeer. Over deze expeditie publiceerde hij in 1775 Bemerkungen Einer Reise Im Rußischen Reich im Jahre 1772. Daarin was een gedetailleerde kaart van het Baikalmeer opgenomen en een gedetailleerde beschrijving van de flora en fauna van die streek, zoals de vissensoorten Omoel en Huso dauricus.  In 1776 schreef hij het tweedelige Beschreibung aller Nationen des rußischen Reiches, ihrer Lebensart, Religion, Gebräuche etc.
In 1783 werd hij professor in de scheikunde in Sint-Petersburg en volwaardig lid van de keizerlijke Russische akademie van wetenschappen. Hij was ook lid van de koninklijke Pruisische akademie van wetenschappen.
In 1790 verscheen van hem Versuch einer Beschreibung der Rußisch kayserlichen Residenzstadt St. Petersburg und der Merkwürdigkeiten der Gegend.
In 1797-1802 publiceerde hij zijn belangrijkste werk, het meerdelige Geographisch-physikalische und Naturhistorische Beschreibung des Rußischen Reich. Daarin beschreef hij uitvoerig de geografie, mineralen, planten en dieren uit het Russische rijk.
In Rusland wordt de Dahlia Georgina (Георгина) genoemd, een naam die Carl Ludwig Willdenow als eerbetoon aan Georgi gaf.